# Kurewicze
Kurewicze (biał. Куравічы; ros. Куровичи) – wieś na Białorusi, w obwodzie grodzieńskim, w rejonie nowogródzkim, w sielsowiecie Brolniki, przy drodze republikańskiej .
W dwudziestoleciu międzywojennym leżały w Polsce, województwie nowogródzkim, w powiecie nowogródzkim.